# Центавр X-3
Центавр X-3 (англ. Centaur X-3, 4U 1118-60) — рентгеновский пульсар с периодом 4,84 секунды. Является первым открытым рентгеновским пульсаром и третьим рентгеновским источником, обнаруженным в созвездии Центавра. Система состоит из нейтронной звезды, вращающейся вокруг массивного голубого сверхгиганта спектрального класса O, называемого звездой Кшеминьского по фамилии первооткрывателя, Войцеха Кшеминьского (пол. Wojciech Krzemiński). Со сверхгиганта на нейтронную звезду происходит аккреция вещества, что приводит к образованию рентгеновского излучения.

## История
Центавр X-3 стал первым космическим рентгеновским источником, наблюдаемым в ходе экспериментов 18 мая 1967 года. Первый рентгеновский спектр и измерение местоположения были получены с помощью аппаратуры, установленной на метеорологической ракете. В 1971 году на спутнике Uhuru проводились исследования в формате 27 наблюдений длительностью 100 секунд. Был обнаружен период пульсации 4,84 секунды с вариацией около 0,02 секунды. Затем было обнаружено, что вариации периода можно описать синусоидальной кривой с периодом 2,09 суток. Изменения времени регистрации импульсов считают следствием эффекта Доплера, вызванного орбитальным движением источника, и, следовательно, свидетельствующего о двойной структуре Центавра X-3.
Несмотря на подробные данные, полученные на спутнике Uhuru, такие как орбитальный период системы, период пульсации в рентгеновском диапазоне и нижнюю оценку массы затмевающей звезды, оптический компонент в течение трех лет не удавалось обнаружить. Это происходило, в частности, потому, что Центавр X-3 находится в плоскости Галактики в направлении рукава Киля-Стрельца и наблюдать объект приходится среди множества других слабых объектов. Центавр X-3 в итоге был идентифицирован как слабая и испытывающая значительное покраснение переменная звезда, расположенная вне и неподалёку от области неопределённости наблюдений Uhuru.

## Звёздная система
Центавр X-3 расположен в плоскости Галактики на расстоянии около 5,7 кпк от Солнца в направлении спирального рукава Стрельца. Является частью спектрально-двойной звёздной системы. Переменный компонент называется звездой Кшеминьского и является сверхгигантом. Рентгеновский компонент представляет собой вращающуюся магнитную нейтронную звезду.

### Рентгеновский компонент
Рентгеновское излучение создаётся в результате аккреции вещества из протяжённой атмосферы голубого гиганта через внутреннюю точку Лагранжа L1. Перетекающий газ, по всей видимости, образует аккреционный диск и затем двигается по спирали и падает на нейтронную звезду, при этом выделяется гравитационная потенциальная энергия. Магнитное поле нейтронной звезды направляет падающий газ на компактные горячие точки на поверхности звезды, где и возникает рентгеновское излучение.
Нейтронная звезда регулярно затмевается гигантским вторым компонентом каждые 2,1 дня; такие регулярные затмения длятся четверть орбитального периода. Также имеют место спорадические падения уровня рентгеновского излучения.
Изучение периода вращения Центавра X-3' на длительном промежутке времени показало, что скорость вращения нейтронной звезды возрастает, поскольку период пульсации уменьшается. Впервые подобный эффект наблюдался у данной звезды и у объекта Геркулес X-1, затем был обнаружен и у других рентгеновских пульсаров. Наиболее простое объяснение данного эффекта учитывает влияние углового момента, передаваемого нейтронной звезде аккрецирующим веществом.

### Звезда Кшеминьского
Звезда Кшеминьского имеет массу, в 20,5 раз превышающую солнечную, и является слабо проэволюционировавшей горячей массивной звездой радиусом 12 радиусов Солнца. Звезда принадлежит спектральному классу O6-7 II—III.
Почти не существует сомнений в правильности идентификации оптического компонента, поскольку свойства объекта согласуются с периодом и фазой Центавра X-3, показывают подобную двойную кривую блеска, как и в других массивных двойных системах. Эллипсоидальные свойства, наблюдаемые в кривой блеска, свидетельствуют о сильной приливной деформации звезды-сверхгиганта, почти заполняющей свою полость Роша. Видимый компонент согласуется с оценками массы, полученными из рентгеновских данных; минимальный радиус получен из продолжительности затмения в рентгеновском диапазоне.